# Волов, Василий Иванович
Василий Иванович Волов (10 февраля 1927 года — 23 января 1999 года) — шофёр Устьянского леспромхоза Министерства лесной и деревообрабатывающей промышленности СССР, Архангельская область. Депутат Верховного Совета СССР и делегат съезда КПСС. Герой Социалистического Труда.

## Биография
Василий Волов родился 10 февраля 1927 года в деревне Тушминская Вельского уезда Вологодской губернии (ныне территория Устьянского района Архангельской области) в крестьянской семье. С июня 1942 года по май 1945 года трудился в колхозе «Тушминский» Кузоверского сельсовета Устьянского района. В 1945 году окончил семилетнюю школу. В 1945—1951 году он служил в армии. В 1951 году окончил курсы шофёров и начал работать в Устьянском лесхозе шофёром по вывозке леса, а с 1956 года возил рабочих.
В 1960 году Василий стал работать шофёром по вывозке леса Едемского лесопункта Устьянского леспромхоза комбината «Котласлес». За высокие трудовые достижения в социалистических соревнованиях неоднократно награждался грамотами, медалями и поощрениями. В 1966 году стал инициатором соревнования шофёров лесозаготовительной промышленности за удлинение межремонтных пробегов автомашин. Его лесовоз прошёл около 230 тысяч километров без капительного ремонта. Во время семилетки (седьмая пятилетка) при плане 37 тысяч метров кубических доставил 46 тысяч метров кубических древесины. В 1966 году получил именной автомобиль ЗиЛ-157, а также награждён орденом Ленина.
С 1964 года член КПСС. В 1966 году был избран депутатом Верховного Совета СССР 7-го созыва (1966—1970 года), а также избирался депутатом Архангельского областного Совета депутатов трудящихся, членом Архангельского областного комитета КПСС, делегатом XXIV съезда КПСС (1971 год).
7 мая 1971 года указом Президиума Верховного Совета СССР за выдающиеся успехи, достигнутые в выполнение заданий восьмой пятилетки по развитию лесной и деревообрабатывающей промышленности Василию Ивановичу Волову присвоено звание Героя Социалистического Труда с вручением ордена Ленина и золотой медали «Серп и Молот».
После выхода на пенсию жил в Березницком сельском поселение Устьянского района Архангельской области. Скончался 23 января 1999 года и был похоронен на кладбище хутора Бор Березницкого сельского поселения Устьянского района Архангельской области.

## Награды
- Орден Ленина, 17 сентября 1966 года
- Медаль «В ознаменование 100-летия со дня рождения Владимира Ильича Ленина», 1970 год
- Орден Ленина, 7 мая 1971 года
- Медаль «Серп и Молот», 7 мая 1971 года
- «Ударник коммунистического труда», 1963 год
- Почётный мастер леса и сплава, 1966 год